# Монта (район, Індонезія)
Мо́нта (індонез. Monta) — один з 18 районів округу Біма провінції Західна Південно-Східна Нуса у складі Індонезії. Розташований у центрально-південній частині. Адміністративний центр — село Монта.
Населення — 34350 осіб (2013; 34064 в 2012, 33439 в 2010).

## Адміністративний поділ
До складу району входять 12 сіл:
| Населений пункт   | Населення, осіб (2010) |
| ----------------- | ---------------------- |
| Баралау, село     | 2123                   |
| Вілламачі, село   | 2753                   |
| Монта, село       | 2815                   |
| Пела, село        | 1696                   |
| Секуру, село      | 3483                   |
| Сіє, село         | 3868                   |
| Сімпасаї, село    | 4200                   |
| Сондо, село       | 1024                   |
| Тангга, село      | 4122                   |
| Тангга-Бару, село | 1713                   |
| Толотангга, село  | 2472                   |
| Толоуві, село     | 3170                   |